# 비이 2
비이 2(Viy 2)는 러시아 연방에서 제작된 올레그 스텝첸코 감독의 2017년 모험, 판타지 영화이다. 아놀드 슈왈제네거 등이 주연으로 출연하였다.

## 출연

### 주연
- 아놀드 슈왈제네거
- 성룡
- 찰스 댄스
- 제이슨 플레밍

### 조연
- 마틴 클레바